# Clepsis
Clepsis is een geslacht van vlinders uit de onderfamilie Tortricinae en de familie van de bladrollers (Tortricidae). De wetenschappelijke naam is gepubliceerd in 1845 door Achille Guenée.
De typesoort van het geslacht is Tortrix rusticana Hübner (1796 - 1799) = Tortrix senecionana Hübner, 1819.

## Soorten
- C. aba Razowski, 1979
- C. abscisana
- C. aerosana (Lederer, 1853)
- C. agenjoi Obraztsov, 1950
- C. aliana Kawabe, 1965
- C. altaica (Caradja, 1916)
- C. altitudinarius (Filipjev, 1962)
- C. anderslaneyii Dombroskie & Brown, 2009
- C. antigona (Meyrick, 1931)
- C. archidona
- C. assensiodes
- C. assensus
- C. balcanica (Rebel, 1917)
- C. banhadana
- C. bertiogana
- C. biformis
- C. bracatana (Rebel, 1894)
- C. brachyptycta (Meyrick, 1938)
- C. browni
- C. brunneograpta
- C. brunneotona
- C. brusquea
- C. burgasiensis (Rebel, 1916)
- C. camposana
- C. canariensis (Rebel, 1896)
- C. capnosticha
- C. carillana
- C. catarinana
- C. celsana (Kennel, 1918)
- C. centonata
- C. clemensiana (Fernald, 1879)
- C. confragosa
- C. consimilana

Tuinbladroller (Hübner, 1817)
- C. coriacana
- C. coriacanus (Rebel, 1894)
- C. cremnobates
- C. crinis Razowski, 1979
- C. crispata
- C. crispinana (Kennel, 1918)
- C. cristobaliana
- C. chishimana Oku, 1965
- C. chlorodoxa
- C. danilevskyi Kostjuk, 1973
- C. devexa
- C. diversa
- C. domabilis
- C. dubia
- C. dumicolana

Klimopbladroller (Zeller, 1847)
- C. ecclisis
- C. enervis Razowski, 1979
- C. enochlodes (Meyrick, 1938)
- C. eura Razowski, 1979
- C. exaraesima
- C. fatiloqua Razowski, 1979
- C. finitima Razowski, 1979
- C. firthana Mutuura, 1980
- C. flavidana (McDunnough, 1923)
- C. flavifasciaria
- C. fluxa
- C. forbesi Obraztsov, 1962
- C. fraterna
- C. fucana (Walsingham, 1879)
- C. fumosa
- C. gelophodes
- C. gemina Razowski, 1979
- C. gerasimovi Danilevsky, 1963
- C. gnathocera Razowski, 2006
- C. griseotona
- C. hissarica Danilevsky, 1963
- C. hohuanshanensis Kawabe, 1985
- C. homophyla
- C. humana (Meyrick, 1912)
- C. illustrana (Krogerus, 1936)
- C. imitator (Walsingham, 1900)
- C. inconditana (Kennel, 1900)
- C. ingenua (Meyrick, 1912)
- C. insignata Oku, 1963
- C. insulata (Meyrick, 1908)
- C. joaquimana
- C. jordaoi
- C. kearfotti Obraztsov, 1962
- C. ketmenana (Falkovich, 1962)
- C. labisclera
- C. laetitiae Soria, 1997
- C. laetornata
- C. laxa Razowski, 1979
- C. leptograpta (Meyrick, 1924)
- C. levidensa Razowski, 1991
- C. limana
- C. lindebergi (Krogerus, 1952)
- C. lineata
- C. liotoma (Meyrick, 1936)
- C. listerana (Kearfott, 1907)

- C. longilabis
- C. luctuosana (Rebel, 1914)
- C. lutosulana
- C. maracayana
- C. mehli (Opheim, 1964)
- C. melaleucanus (Walker, 1863)
- C. melissa (Meyrick, 1908)
- C. metalleta
- C. microceria
- C. microchone
- C. micromys (Stringer, 1929)
- C. miserulana
- C. misgurna Razowski, 1992
- C. moeschleriana (Wocke, 1862)
- C. monochroa Razowski, 2006
- C. monticolana Kawabe, 1964
- C. murzini
- C. naucinum Razowski, 1992
- C. neglectana

Snedebandbladroller (Herrich-Schäffer, 1851)
- C. neomelissa
- C. nevadae
- C. nuristana Razowski, 1967
- C. nybomi Hackman, 1950
- C. oblimatana (Kennel, 1900)
- C. opinabilis Razowski, 1979
- C. orycta
- C. owadai Kawabe, 1992
- C. pallidana

Giraffemot (Fabricius, 1776)
- C. paralaxa
- C. parassensus
- C. parorycta
- C. parva
- C. pelospila
- C. penetralis Razowski, 1979
- C. peritana (Clemens, 1860)
- C. persicana
- C. persimilana (Rebel, 1894)
- C. phaeana (Rebel, 1917)
- C. pinaria
- C. plumbeolana (Bremer, 1864)
- C. powelli Razowski, 1979
- C. praeclarana (Kennel, 1899)
- C. provocata
- C. rasilis Razowski, 1979
- C. razowskii Kawabe, 1992
- C. retiferana (Stainton, 1859)
- C. rogana (Guenee, 1845)
- C. roganodes Hannemann, 1960
- C. rolandriana (Linnaeus, 1758)
- C. rurinana (Linnaeus, 1758) - cirkelbladroller
- C. sarthana (Ragonot, 1894)
- C. scaeodoxa (Meyrick, 1935)
- C. semanta
- C. senecionana

Gagelbladroller (Hübner, 1819)
- C. siciliana (Ragonot, 1894)
- C. simonyi (Rebel, 1892)
- C. smicrotes
- C. soriana (Kennel, 1899)
- C. spectrana

Koolbladroller Treitschke, 1830
- C. spirana Razowski, 1979
- C. staintoni Obraztsov, 1955
- C. steineriana (Hübner, 1799)
- C. stenophora (Bradley, 1965)
- C. subcostana (Stainton, 1859)
- C. subjunctana (Wollaston, 1858)
- C. substrigana (Constantini, 1923)
- C. taima
- C. tannuolana Kostjuk, 1973
- C. tassa
- C. teopiscae
- C. terevalva
- C. tetraplegma (Diakonoff, 1957)
- C. translucida (Meyrick, 1908)
- C. trifasciata
- C. trileucana (Doubleday, 1847)
- C. trivia (Meyrick, 1913)
- C. truculenta Razowski, 1979
- C. tuxtlana
- C. uncisecta Razowski & Wolff, 2000
- C. unicolorana (Duponchel, 1835)
- C. unifasciana (Duponchel, 1843)
- C. violacea Razowski, 1966
- C. virescana (Clemens, 1865)
- C. vitiana
- C. vittata Obraztsov, 1968
- C. zelleriana (Erschoff, 1874)
- C. zeuglodon Razowski, 1979
- C. zoquipana